# Nabożeństwo lipcowe
Nabożeństwo lipcowe – forma zbiorowej modlitwy sprawowanej najczęściej wieczorem, przed lub po Mszy Świętej, analogicznie do nabożeństwa majowego i czerwcowego, w Kościele rzymskokatolickim poświęconej Najdroższej Krwi Jezusa Chrystusa, a w Kościele Katolickim Mariawitów czci Przenajświętszego Sakramentu.
Składa się z adoracji Najświętszego Sakramentu i stosownej litanii.

## Nabożeństwo lipcowe w Kościele rzymskokatolickim
Zgodnie z tradycją lipiec poświęcony jest czci Najdroższej Krwi Chrystusa. Na 1 lipca papież Pius IX w dekrecie Redempti sumus z 1849 wyznaczył Święto Najdroższej Krwi Chrystusa (zniesione podczas reformy liturgicznej w 1969). Do rozwoju kultu przyczynił się św. Kasper del Bufalo i założone przez niego Zgromadzenie Misjonarzy Krwi Chrystusa. Msza Święta i oficjum o Krwi Chrystusa została zatwierdzona już wcześniej, za Benedykta XIV. Święty Jan XXIII zatwierdził do publicznego odmawiania Litanię do Najdroższej Krwi Chrystusa (list apostolski Inde a Primis z 1960).
Nabożeństwo lipcowe jest mało rozpowszechnione na terenie Polski. Sprawowane jest we wszystkich klasztorach Zgromadzenia Matki Bożej Miłosierdzia, w Sanktuarium Bożego Miłosierdzia w Krakowie-Łagiewnikach, w parafiach:
- pw. św. Wojciecha w Białej Rawskiej,
- pw. Królowej Różańca Świętego w Dzierżoniowie,
- pw. Matki Bożej Wspomożenia Wiernych w Kluczborku,
- pw. Bożego Ciała w Łomży,
- pw. św. Katarzyny w Nowej Rudzie-Słupcu,
- pw. św. Faustyny w Rogozinie,
- pw. Wniebowzięcia NMP w Świlczy koło Rzeszowa,
- pw. Matki Bożej Nieustającej Pomocy w Tarnobrzegu-Serbinowie,
- pw. św. Franciszka z Asyżu w Wałbrzychu,
- pw. Nawiedzenia NMP w Łączniku,
- pw. Wniebowzięcia NMP w Bestwinie[2]

A także w sanktuarium Najdroższej Krwi Chrystusa w Poznaniu.

## Nabożeństwo lipcowe w mariawityzmie
Nabożeństwo lipcowe praktykowane jest również w Kościele Katolickim Mariawitów, z tym, że odmawiana lub śpiewana jest tam litania do Przenajświętszego Sakramentu. Po litanii odmawiana jest Koronka do Miłosierdzia Bożego, autorstwa św. Marii Franciszki Kozłowskiej. Nabożeństwo połączone jest z wystawieniem Przenajświętszego Sakramentu w monstrancji oraz przyjęciem przez wiernych Komunii Świętej pod postaciami chleba i wina. Na zakończenie kapłan, kapłanka lub osoba przewodnicząca może wygłosić naukę o Eucharystii lub przeczytać fragment Pisma Świętego, Dzieła Wielkiego Miłosierdzia lub rozważanie związane z uczczeniem sakramentu Ołtarza. Nabożeństwo kończy się błogosławieństwem Przenajświętszym Sakramentem. W sierpniu mariawici odprawiają nabożeństwo sierpniowe, składające się m.in. z litanii do Krwi Przenajdroższej Pana Jezusa. Jest to związane z obchodzonym w tym Kościele, 23 sierpnia świętem Krwi Przenajdroższej Zbawiciela i Ofiary Mateczki.